# Rider from Tucson
Rider from Tucson è un film del 1950 diretto da Lesley Selander.
È un western statunitense con Tim Holt, Elaine Riley e Douglas Fowley.

## Produzione
Il film, diretto da Lesley Selander su una sceneggiatura di Ed Earl Repp, fu prodotto da Herman Schlom per la RKO Radio Pictures e girato nelle Alabama Hills a Lone Pine, California, da metà ottobre a fine ottobre 1949. Il titolo di lavorazione fu Gun Thunder.

## Distribuzione
Il film fu distribuito negli Stati Uniti dal 7 giugno 1950 al cinema dalla RKO Radio Pictures. È stato distribuito anche in Brasile con il titolo Bandoleiros da Vingança. Fu poi distribuito dalla stessa RKO in vari paesi tra cui Australia, Argentina, Nuova Zelanda, Malesia, Perù, Filippine e Trinidad e Tobago.

### Promozione
Le tagline sono:
- TIM'S HOT LEAD COOLS GOLD-FEVER BANDITS! Claim-jumpers jump for cover, when Tim's guns talk up for justice!
- GOLD-RUSH GREED ROCKS THE ROCKIES! (original1-sheet poster-all caps)
- TIM JUMPS INTO A CLAIM-JUMP GANG!
- Gold-Rush Greed Rocks the Rockies! Tim hunts the "brains" of a claim-jump gang...and finds a gal with six-guns smoking and a trigger finger that shoots to kill!
- SIX-GUN GAL PUTS TIM ON TOUGHEST SPOT! She'd even "kill" for gold...but Tim can't shoot a woman!